# Сігма (Херсон)
«Сігма» — аматорський футбольний клуб з міста Херсона. Виступав у чемпіонаті і Кубку ААФУ 2007 року.

## Досягнення
- Чемпіон Херсонської області — 2008
- Володар кубка Херсонської області — 2009

## Відомі гравці
- Ігор Хоменко